# Neocurtimorda monostigma
Neocurtimorda monostigma is een keversoort uit de familie spartelkevers (Mordellidae). De wetenschappelijke naam van de soort is voor het eerst geldig gepubliceerd in 1953 door Franciscolo.